# Черновецький Степан Леонідович
Степан Леонідович Черновецький (нар. 28 жовтня 1978, Тбілісі, Грузинська РСР) — український бізнесмен, інвестор, засновник Chernovetskyi Investment Group (CIG), син ексмера Києва Леоніда Черновецького.

## Біографія
Народився в родині Леоніда Черновецького у Тбілісі 28 жовтня 1978 року. У 2003 році закінчив юридичний факультет КНУ ім. Шевченка. За національністю - русифікований єврей. 

## Кар'єра
1997 року почав працювати менеджером з роботи із клієнтами в «Правекс-Банку», створеному його батьком Леонідом Черновецьким, далі керував різними департаментами банку, зокрема Головним департаментом мережі філій. До 2006 року був старшим віцепрезидентом банку. У травні 2006 року очолив наглядову раду банку.
Під час економічного піднесення 2006—2007 року, перед кризою 2008, акціонери продали «Правекс-Банк». 2007 року Степан вів переговори про продаж італійській банківській групі Intesa Sanpaolo. У лютому 2008 року було укладено угоду про продаж 100 % акцій банку за $750 млн. У вересні 2008 року на зборах акціонерів прийнято рішення про складення Степаном повноважень голови наглядової ради банку.
На початку 2021 року Степан Черновецький став власником компанії, що профінансувала будівництво трьох житлових комплексів у Києві — ТОВ «Компанія з управління активами „Валприм“».

## Chernovetskyi Investment Group (CIG)
Черновецький Степан є власником Chernovetskyi Investment Group (CIG) — компанії, заснованої 2013 року, яка спеціалізується на інвестиціях в IT-проекти в електронній комерції, інфраструктурі, охороні здоров'я, аграрному секторі. Станом на вересень 2018 року CIG — одна з найбільших інвестиційних компаній у Східній Європі з інвестиційним потенціалом понад $100 млн.
«Завдання CIG — зробити свій внесок у створення цього нового технологічного світу. Ми шукаємо нові проєкти, здатні суттєво змінити ситуацію в інфраструктурі, сфері охорони здоров'я, аграрному секторі. Ми шукаємо людей, готових працювати у проєктах, що змінюють наше життя», — говорив Степан Черновецький. На його думку, можливості, які Україна пропонує у технологічному секторі, недооцінені. В активі компанії понад 30 проектів у 7 країнах. У портфель фонду входять українські ІТ-компанії Doc.ua, Softcube і Zakaz.ua.[джерело?]
2017 року CIG інвестувала у сервіс доставлення готових страв InnerChef (Індія) та у стартап Kray Technologies (Україна), виробника промислових дронів для агропідприємств. Значна частина інвестицій CIG зосереджена в Україні.
Черновецький декларує прихильність ідеології «IT-патріотизму», інвестуючи у розвиток IT та технологічного сектору України, щоби українські таланти залишалися в Україні та створювали тут бізнеси.
У рейтингу «10 венчурних фондів» від видання «Forbes Україна» CIG займає 9 місце з обсягом фонду $100 млн.
У рейтингу «20 найбагатших українців 2022» від Forbes Україна Степан Черновецький займає 18 місце зі статками $350 млн, а у рейтингу «ТОП-100 найбагатших українців» за 2021 рік від видання «Новое время» — 32 місце зі статком $346 млн.
Журнал «Корреспондент» у рейтингу «Найзаможніші 2021» оцінив статки Степана у $132 млн.
Журнал «Форбс» у 2021 році віддав Степанові 13 місце у рейтингу найбагатших українців зі статком у $545 млн.
Станом на 2023 рік у документах про структуру власності, опублікованих на сайті Megogo, зазначено що Степан Черновецький є кінцевим бенефіціаром зареєстрованого в Україні ТОВ «Мегого», через яке компанія здійснює діяльність в Україні, і контролює його через кіпрську юрособу Senseira Trading Limited, яка в свою чергу підконтрольна Vanerarn Holdings Limited, котра підконтрольна Serviden Enterprises Limited, бенефіціаром якої він є. За словами співзасновника медіасервісу Федора Дроздовського, Степан є інвестором проєкту. Точної інформації про частки інвестицій компанія не розголошує

## Соціальні проєкти
2017 року CIG заснувала освітню стипендіальну програму CIG R&D Lab для реалізації інноваційних проєктів студентами та молодими вченими. У 2017—2018 навчальному році пройшов пілотний етап програми спільно з Одеським політехнічним університетом (ОНПУ). У серпні 2018 року CIG підписала меморандум про співпрацю з Харківським політехнічним інститутом, а у вересні 2019 — з Національним університетом «Львівська Політехніка».
У січні 2018 року Київська школа економіки і CIG уклали угоду про партнерство у сфері розробки і проведення досліджень у галузі IT та економіки для проєкту «Розвиток Прозорро.Продажі». У межах співпраці CIG надала фінансову допомогу у розмірі 100 тисяч доларів. Як обов'язкова умова CIG не бере жодної участі у проєкті.

## Благодійність
Степан є спонсором соціальних проєктів у межах БФ Chernovetskyi Charity Fund, який здійснює проєкти переважно в Грузії. Брав участь у роботі фонду «Соціальне партнерство», який діяв до 1 січня 2017 року.

## Політика
Депутат Київської міської ради 2008—2009 років, член фракції «Блок Леоніда Черновецького». Був у складі у комісії з питань бюджету та соціально-економічного розвитку. Достроково склав депутатські повноваження, не коментуючи причин такого рішення. Станом на вересень 2018 року не перебував у жодній політичній партії.

## «Іспанська справа»
У липні 2016 року затриманий іспанською поліцією під час спецоперації з боротьби з фінансовими злочинами «Variola». У серпні апеляційний суд Барселони звільнив Степана на підставі того, що у протоколі затримання «докази недеталізовані та необґрунтовані, і їх недостатньо для підтвердження скоєння ймовірного злочину».
У жовтні 2019 суд Барселони закрив кримінальну справу (попереднє розслідування) проти Степана, встановивши законність його інвестицій в Іспанії і відсутність доказів вчинення кримінального правопорушення. Іспанські ЗМІ повідомляли, що справу щодо закрито на підставі звітів про походження грошових коштів. Прокуратура подала апеляцію проти рішення суду Барселони від 30 жовтня 2019, яким було закрито кримінальну справу.
На початку 2020 року Черновецький заявив, що суд визнав законним його інвестиції і діяльність в Іспанії. 1 липня 2020 Апеляційний суд Барселони відхилив апеляцію, залишивши в силі попереднє рішення суду Барселони від 30 жовтня 2019. У рішенні Суд зазначив про відсутність доказів будь-якого зв'язку інвестованих коштів з іншими кримінальними правопорушеннями.

## Спортивний бізнес
Очолює промоутерську компанію «Elite Boxing Promotion», яка займається організацією боксерських турнірів, компанія діє з 2005 року та провела 217 поєдинків, 21 із яких— титульні. Провідним боксером компанії є Віктор Постол, ексчемпіон світу за версією WBC у першій напівсередній вазі.

## Захоплення
Захоплюється спортом (футбол, біг, бокс) та геймінгом.

## Сім'я і особисте життя
- Батько — Леонід Черновецький, політик, підприємець, ексмер Києва
- Мати — Аліна Айвазова, підприємець
- Сестра — Христина Черновецька
- Дружина — Жанна Черновецька
- Діти: Леонід, Михайло, Степан, Аліса, Аделіна